# Cyrille Adoula
Cyrille Adoula (Leopoldville, 13 de setembro de 1921 – Lausana, 24 de maio de 1978) foi um futebolista e político quinxassa-congolês. Ele foi primeiro-ministro da República do Congo-Léopoldville (mais tarde República Democrática do Congo) de 2 de agosto de 1961 a 30 de junho de 1964. Era abastecido com dinheiro e armas fornecidas pela CIA.